# Venushaar (plant)

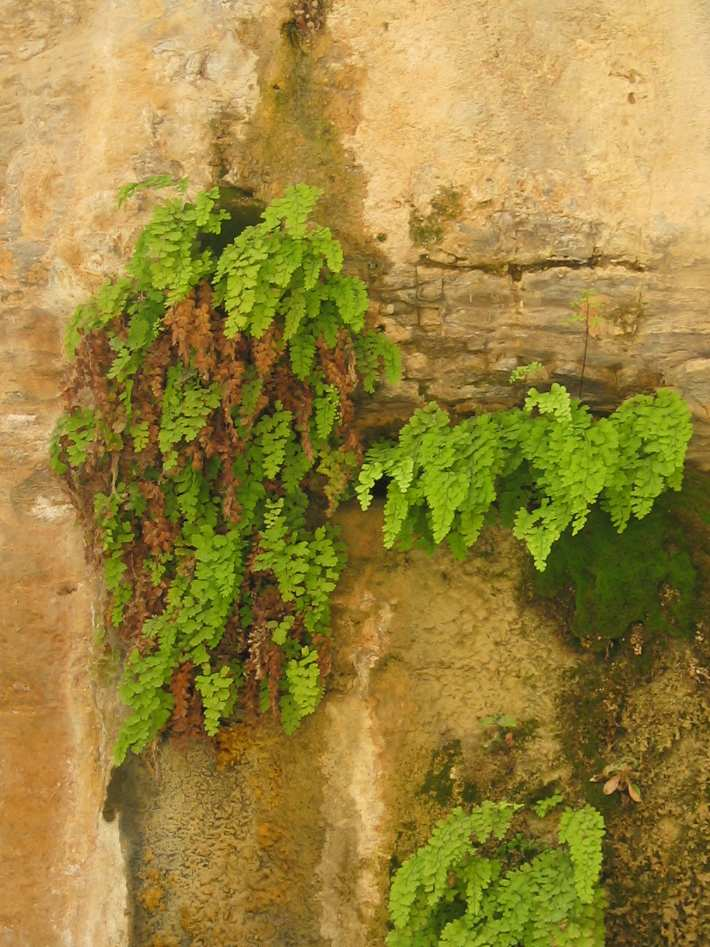

Venushaar is de Nederlandstalige standaardnaam voor het geslacht Adiantum. De bekendste soort is het echt venushaar (Adiantum capillus-veneris) dat in Antwerpen verwilderd wordt aangetroffen maar in Nederland niet.
Een aantal soorten wordt in Nederland als kamerplant gehouden, en sommige soorten 'ontsnappen' zodat ze ook buiten gevonden kunnen worden. Het betreft:
- Fijn venushaar (Adiantum raddianum)
- Smal venushaar (Adiantum diaphanum)

De belangrijkste kamerplant is Adiantum cuneatum, met de volgende cultivars:
- Adiantum cuneatum 'Variegatum', deze heeft witte strepen over haar groene bladeren.
- Adiantum cuneatum 'Farleyense', deze is altijd groenblijvend.
- Adiantum cuneatum 'Wrightii', deze heeft tot 50 cm lange waaiervormige veren.

Ze hebben humusrijke grond nodig en regelmatig water en mogen niet in de volle zon staan, 's-winters kunnen de planten door middel van het scheuren van de wortelkluit vermeerderd worden.

## Trivia
Venushaar is omringd door legenden. Sommigen beweren dat deze varen de kracht bezit om hoofdhaar te doen groeien, dikker te maken of zelfs te laten krullen. 
Volgens een sprookje is Adiantum capillus-veneris ontstaan toen een meisje zich van een rots liet vallen, nadat haar geliefde in een wolf was veranderd. Daar waar ze viel ontsprong een bron en haar haren veranderden in deze varen.